# Массовые беспорядки в Темиртау (1959)
Массовые беспорядки в Темирта́у (иногда восстание в Темиртау) — массовые беспорядки и забастовка, возникшие 1—4 августа 1959 года при строительстве металлургического комбината (Казахстанской Магнитки) в городе Темиртау.

## Условия строительства. Начало восстания
В конце 1950-х годов в Казахстан на строительство города Темиртау (он же — «Казахстанская Магнитка») стали прибывать сотни людей по комсомольским путёвкам. Они были расселены в палаточном городке, находившемся в восточной части города. Люди были недовольны систематическими перебоями со снабжением питьевой водой и продовольствием, отсутствием нормального жилья, плохими условиями труда. Так, в 1959 году на стройке работало более 25 тысяч человек, решение социально-бытовых проблем которых партийными функционерами игнорировалось.
15 июля 1959 года на стройку прибыла группа строителей — граждан Народной Республики Болгарии, которым тут же были предоставлены все те условия, которых были лишены советские строители. Начальство строек объясняло это тем, что иностранных гостей нельзя селить в палаточном городке. Это довело «местных» рабочих до точки кипения.
1 августа 1959 года советские рабочие пришли на завтрак, но их попросили подождать, пока не доедят болгары. Это вызвало волну возмущения. Строители отказались выходить на работу и стали громить окрестности.(По другим сведениям, восстание началось с того, что рабочие сорвали замок с бочки с квасом, стоявшей возле столовой, и стали его пить.)

## Восстание
Восставшие общей численностью несколько сотен человек разгромили столовую, затем близлежащий универмаг и магазины, после чего занялись мародёрством. Руководство города прислало на место массовых беспорядков солдат, но те стрелять в безоружных людей отказались.
Безвластие и анархия продолжались около 3 дней, после чего в Темиртау были введены войска, в числе которых были курсанты местных военных училищ. Командиры подразделений приказали восставшим разойтись, но те отказались. Тогда солдаты и курсанты открыли по ним огонь. В ночь с 3 августа на 4 августа 1959 года бунт был полностью подавлен, солдаты и сотрудники правоохранительных органов Казахской ССР провели массовые аресты. По некоторым данным, со строек бежали несколько тысяч участников восстания, позже в казахстанских степях долгое время находили брошенные беглецами транспортные средства.

## Итоги восстания
В ходе подавления массовых беспорядков среди участников восстания были, по официальным данным, убиты 11 человек и ранены 32 человека (пятеро впоследствии умерли). Пострадали невинные, случайные люди. Около 190 человек были арестованы (75 из них были членами ВЛКСМ), после короткого разбирательства большинство было отпущено, против 42задержанных возбудили уголовные дела, 5 из них были приговорены открытым показательным судом по ст. 14 (бандитизм) и 16 (массовые беспорядки) Закона об уголовной ответственности за государственные преступления к исключительной мере наказания — смертной казни через расстрел. Впоследствии обвинение в бандитизме было снято. Ещё двоим смертную казнь заменили на 15 лет тюрьмы.
Среди военнослужащих и работников милиции, участвовавших в подавлении восстания, 109 солдат и офицеров получили ранения, в том числе 32 — из огнестрельного оружия.
5 августа 1959 года из Москвы в Темиртау в качестве руководителя, имеющего опыт работы в республике, прибыл Леонид Брежнев — до весны 1956 года он был первым секретарём Центрального комитета Коммунистической партии Казахской ССР, а в то время уже секретарь ЦК КПСС, по-прежнему курировавший дела в республике. Брежнев устроил разнос местному партийно-хозяйственному активу, исключил из партии и уволил многих милиционеров и чиновников.
В конце августа 1959 года возглавил КГБ КазССР К. Ф. Лунёв (по апрель 1960), до этого занимавший должность первого зампреда КГБ.
Восставшие уже через неделю вновь вышли на работу. Они восстановили ими же разрушенные улицы и здания. Строителям были предоставлены нормальные условия, а болгарские рабочие уехали из Темиртау.
В итоге, 22 октября 1959 года первый секретарь Карагандинского обкома КП Казахстана Павел Исаев был снят со своей должности и исключён из рядов КПСС. 19 января 1960 года первый секретарь ЦК КП Казахстана Николай Беляев был переведён с понижением на пост первого секретаря Ставропольского крайкома КПСС. Через несколько месяцев он был отправлен на пенсию.

## Известные участники
- Казанник, Алексей Иванович (1941—2019) —  столяр в строительном управлении «Жилстрой» треста «Казметаллургстрой», будущий генеральный прокурор РФ (1993—1994)[8], по словам А. И. Казанника, события в Темиртау укрепили его решимость стать юристом[9].